# 朱公釗
朱公釗（1883年—？年），字勉生，江蘇省上元縣人，美國哈佛大學畢業。

## 生平
光緒二十八年（1902年）夏，由南洋公學中院第二屆畢業，升政治班。
宣統二年（1910年）九月二日，內閣奉上諭：朱公釗著賞給法政科進士。
宣統三年（1911年），授職翰林院庶吉士。
歷任江南高等學堂、上海工業學校、湖南廣益學校教員、南京高等師範學校商業教員（兼中學商業）。

## 家庭
姐姐朱明麗是嚴復的繼室，嚴復在宣統二年寫給朱明麗的信（四十八、四十九函）中曾說：「勉生已見過兩面，渠與肖鶴（葉可樑），大抵皆可望一等，從此皆成進士矣。可賀可賀!」，「學部榜發，肖鶴中一等第四名，勉生中一等十一名，恭喜恭喜!」

## 延伸阅读
[在维基数据编辑]
 《游美同學錄·朱公釗》，出自《游美同學錄》